# Convenção Europeia da Paisagem
A convenção europeia da paisagem ou a Convenção de Florença, assinado a 20 de Outubro de 2000, foi o primeiro tratado internacional com foco na Paisagem, dedicando-se à proteção, gestão e ordenamento das paisagens europeias. Entrando em vigor em Março de 2004, sendo  ratificado por Portugal em 14 de Fevereiro, pelo Decreto-Lei nº 4/2005. É aplicado em todo o território dos países participantes, é relativa a todas as paisagens consideradas património, assim como, às paisagens do cotidiano mesmo as degradadas. 

## Organização[1]
O tratado assinado é constituído por um preâmbulo e dezoito artigos distribuídos por quatro capítulos. 
| Capítulo     | Assunto             | Artigos   | Assunto                                    |
| ------------ | ------------------- | --------- | ------------------------------------------ |
| Capítulo I   | Disposições Gerais  | Artigo 1  | Definições                                 |
| Capítulo I   | Disposições Gerais  | Artigo 2  | Âmbito                                     |
| Capítulo I   | Disposições Gerais  | Artigo 3  | Objectivos                                 |
| Capítulo II  | Medidas Nacionais   | Artigo 4  | Repartição de competências                 |
| Capítulo II  | Medidas Nacionais   | Artigo 5  | Medidas Gerais                             |
| Capítulo II  | Medidas Nacionais   | Artigo 6  | Medidas Específicas                        |
| Capítulo III | Cooperação Europeia | Artigo 7  | Políticas e programas internacionais       |
| Capítulo III | Cooperação Europeia | Artigo 8  | Assistência mútua e troca de informações   |
| Capítulo III | Cooperação Europeia | Artigo 9  | Paisagens transfronteiriças                |
| Capítulo III | Cooperação Europeia | Artigo 10 | Monitorização da aplicação da Convenção    |
| Capítulo III | Cooperação Europeia | Artigo 11 | Prémio da Paisagem do Conselho da Europa   |
| Capítulo IV  | Disposições Finais  | Artigo 12 | Relação com outros instrumentos            |
| Capítulo IV  | Disposições Finais  | Artigo 13 | Assinatura, ratificação e entrada em vigor |
| Capítulo IV  | Disposições Finais  | Artigo 14 | Adesão                                     |
| Capítulo IV  | Disposições Finais  | Artigo 15 | Aplicação territorial                      |
| Capítulo IV  | Disposições Finais  | Artigo 16 | Denúncia                                   |
| Capítulo IV  | Disposições Finais  | Artigo 17 | Emendas                                    |
| Capítulo IV  | Disposições Finais  | Artigo 18 | Notificações                               |

## Países aderentes[4]
A Islândia assinou o tratado em Junho de 2012, sendo o quadragésimo país a fazê-lo. Dos quarenta assinantes 38 ratificaram a convenção.  Os países assinantes são: Andorra, Armênia, Azerbeijão, Bélgica, Bósnia e Herzegovina, Bulgária, Croácia, Chipre, Republica Checa, Dinamarca, Finlândia, França, Geórgia, Grécia, Hungria, Islândia, Irlanda, Itália, Letônia, Lituânia, Luxemburgo, Malta, Moldávia, Montenegro, Holanda, Noruega, Polónia, Portugal, Romênia, San Marino, Sérvia, Eslováquia, Eslovênia, Espanha, Suécia, Suíça, Macedónia do Norte, Turquia, Ucrânia, Reino Unido. 
Os países que ainda não ratificaram a convenção são a Islândia e Malta. 
1. 1 2  «Convenção Europeia da Paisagem». Consultado em 25 de janeiro de 2017
2. ↑  «Convenção da Paisagem — ICNF». www.icnf.pt. Consultado em 25 de janeiro de 2017
3. ↑  «Decreto- Lei 4/2005» (PDF). Consultado em 25 de janeiro de 2017
4. 1 2  «Full list». Treaty Office (em inglês). Consultado em 25 de janeiro de 2017